# Ted Nelson
Theodor Holm Nelson (ur. 17 czerwca 1937) – twórca terminu "hipertekst" (1965, w rzeczywistości Nelson mówił już o hipermediach) i pionier technik informacyjnych. Ukuł także terminy transkluzja i intertwingularity.
Jest synem aktorki Celeste Holm i reżysera telewizyjnego Ralpha Nelsona. W 1959 zdobył tytuł bakałarza w dziedzinie filozofii w Swarthmore College, w 1963 tytuł magistra socjologii w Harvard University, a w 2002 doktorat w z informacji środowiskowej
w Keiō University. W 1998 został odznaczony Yuri Rubinsky Memorial Award.
Obecnie (2005) jest profesorem na gościnnych wykładach w Oxford University i filozofem, który pracuje na polach informacji, komputerów i interfejsów człowiek-maszyna. W 1960 był twórcą projektu Xanadu. Swoje główne koncepcje na temat hipertekstu oraz Xanadu - idealnej przestrzeni literackiej pamięci - zawarł w książkach "Literary Machines" 1981 (Maszyny literackie) i "Computer Lib/Dream Machines" 1974 (Maszyny snów). W Dream Machines opisuje różnorodne odmiany hipertekstu: hipergramy (rozgałęziające się obrazy), hipermapy (złożone z nawarstwionych na siebie, przeźroczystych nakładek) oraz rozgałęziające się filmy. Większość swojego życia zawodowego poświęcił pracy nad Xanadu i jego promowaniu.
Projekt Xanadu nie ukazał się w funkcjonującej postaci, czego przyczyny są sporne. Amerykański dziennikarz Gary Wolf opublikował w 1995 niepochlebną historię Nelsona i Xanadu. Nelson wyraził zdegustowanie tym faktem i zagroził pozwaniem "krwawego szakala".
Niektóre aspekty jego wizji są realizowane przez wynalazek Tima Berners-Lee, czyli World Wide Web; światowa sieć zawdzięcza wiele pomysłom zawartym w Xanadu.
Nelson nie lubi WWW, Internetu, XML-u i wszystkich związanych z nimi języków, a dzieło Berners-Lee uważa za grube uproszczenie jego własnego dzieła.
"HTML jest dokładnie tym, czego chciałem UNIKNĄĆ - wiecznie pozrywane odsyłacze, cytaty, które nie odwołują się do źródeł, żadnego zarządzania wersjami, żadnego zarządzania prawami."
-- Ted Nelson (Ted Nelson one-liners )
Obecnie pracuje nad nową strukturą informacyjną ZigZag, o której można przeczytać na stronach projektu Xanadu, które zawierają także dwie wersje kodu Xanadu.
W 2001 Nelson został uhonorowany francuskim Orderem Sztuk i Literatury w randze oficera. W 2004 związał się z Oxford Internet Institute, gdzie prowadzi obecnie badania naukowe.